# Edmund Paul Neumayer
Edmund Paul Neumayer, (* 8. August 1908 in München; † 1. Juli 1934 im KZ Dachau) war ein deutscher SA-Angehöriger. Er wurde bekannt als eines der Opfer der Röhm-Affäre.

## Leben und Ermordung
Neumayer war ein Sohn des Aloys Neumayer und seiner Frau Franziska, geborene Hofmann. Er besuchte die Volksschule und drei Jahre lang das Gymnasium. Anschließend erlernte er den Beruf eines Friseurs.
Neumayer trat nach eigenen Angaben zum 15. November 1932 in die NSDAP ein (Mitgliedsnummer 1.264.326). Der SA war er bereits am 14. Mai 1932 beigetreten. 1933 wechselte Neumayer in die SS, in der er gemäß Führerbefehl Nr. 19 vom 9. November 1933 mit Wirkung zum 1. November 1933 zum SS-Sturmmann befördert wurde. Später muss er jedoch in die SA zurückgekehrt sein.
Zum 1. April 1934 wurde Neumayer in den Stab der Obersten SA-Führung versetzt. Zum 14. April 1934 erhielt er den Rang eines SA-Rottenführers.
Seit Ende Juni 1934 hielt Neumayer sich als Angehöriger der persönlichen Entourage des Stabschefs der SA, Ernst Röhm, in der Pension Hanselbauer in Bad Wiessee auf, wo Röhm in diesem Monat zur Kur weilte und wo für den 30. Juni 1934 eine SA-Führertagung unter Beteiligung von Adolf Hitler als dem obersten Chef der SA angesetzt war. Als Hitler in den frühen Morgenstunden des 30. Juni überraschend mit einem SS- und Polizeikommando in die Pension Hanselbauer eindrang und Röhm und die übrigen anwesenden SA-Angehörigen festnehmen ließ, war auch Neumayer unter den Verhafteten. Kurz zuvor hatte Hitler die gewaltsame Entmachtung der SA entschieden, die am 30. Juni und 1. Juli im Rahmen einer allgemeinen politischen Säuberungswelle vollzogen wurde, die der Öffentlichkeit gegenüber mit der Propagandabehauptung gerechtfertigt wurde, man sei einem von Röhm und seinen Getreuen geplanten Putsch („Röhm-Putsch“) in letzter Minute durch einen rettenden Akt der Staatsnotwehr zuvorgekommen.
Neumayer wurde wie die übrigen Verhafteten zunächst in die Strafanstalt Stadelheim in München gebracht, wo er bis zum frühen Abend des 1. Juli 1934 blieb. Nach der Erschießung von Röhm in dessen Zelle durch den Kommandanten des KZ Dachau, Theodor Eicke und seinen Stellvertreter Michel Lippert, nahmen diese beiden Neumayer und drei weitere Häftlinge, die man in Wiessee verhaftet hatte, (Erich Schiewek, Hans Schweighart und Max Vogel) mit nach Dachau. Dort wurden die vier in den Abendstunden des 1. Juli vor einer großen Zahl von KZ-Häftlingen, die man zwang dem Schauspiel beizuwohnen, von der Leibstandarte SS Adolf Hitler erschossen.
Postum wurde Neumayer gemäß einer Verordnung vom 18. Juli 1934 aus der SA unter Enthebung von Dienstrang und Dienststellung ausgeschlossen. Am 31. Oktober wurde schließlich der Führerbefehl Nr. 26 veröffentlicht, der u. a. auch den Ausschluss von Neumayer (irrtümlich Neumeier geschrieben) aus der SA mit Wirkung zum 1. Juli bekannt gab.